# Retrato de una princesa de la casa de Este
Este Retrato de una princesa de la casa de Este está pintado a la témpera sobre madera, y está atribuido al pintor italiano de finales del gótico Pisanello. Probablemente se ejecutó entre 1435 y 1449. Se atribuye a Pisanello por su estancia en Ferrara en esa época, donde también acabó un retrato y una medalla conmemorativa del Marqués Leonello de Este. Se encuentra en el Museo del Louvre en París, Francia.

## Análisis
La princesa se muestra de perfil contra un fondo de numerosas mariposas y aguileñas (Aquilegia vulgaris). 
El sujeto de la pintura ha sido identificada como Ginevra d'Este (siendo una clave para ello la presencia de juniperus, ginepro en italiano), aunque inicialmente se creyó que podría ser Margarita Gonzaga, esposa de Leonel de Este. De hecho, las flores del fondo no contienen referencias a símbolos de los Gonzaga, mientras que un jarro, símbolo de los Este, sí está presente. Ginevra de Este se casó con el condottiero y señor de Rímini, Segismundo Malatesta, pero este la mató tras descubrir sus infidelidades. La presencia de la aguileña, símbolo del matrimonio pero también de la muerte), ha llevado a pensar que la pintura fue ejecutada por Pisanello después de la muerte de Ginevra, en los años 1440.
La mariposa cerca de la ceja de la princesa es un símbolo del alma.